# Prkos (Škabrnja)
Prkos es una localidad de Croacia situada en el municipio de Škabrnja, en el condado de Zadar. Según el censo de 2021, tiene una población de 341 habitantes.

## Demografía
| Gráfica de población de Prkos 1857-2021                            |
|                                                                    |
| Según los censos de población de la Oficina de Estadísticas Croata |